# سی‌سی و کمپانی
سی‌سی و کمپانی (انگلیسی: C.C. and Company) فیلمی در ژانر اکشن و کمدی-درام به کارگردانی سیمور رابی است که در سال ۱۹۷۰ منتشر شد.